# Emil Dessewffy
Emil Dessewffy (Eperjes, 1814 – Bratislava, 1866) è stato un patriota ungherese.
Politico conservatore, fu dal 1855 al 1866, anno della morte, presidente dell'Accademia ungherese delle scienze.